# The Columbia River Collection
Albums de Woody Guthrie
Dust Bowl Ballads The Asch Recordings
The Columbia River Collection, publié initialement comme les Columbia River Ballads, est une compilation du chanteur folk Woody Guthrie écrite au cours de sa visite dans les États américains de l'Oregon et de Washington en 1941.
Guthrie voyagea dans ces États dans le cadre d'un documentaire sur la construction de barrages et d'autres projets dans le Nord-Ouest Pacifique, notamment sur le fleuve Columbia dont la compilation reprend le nom, et financé par la Bonneville Power Administration. Le documentaire n'a jamais abouti, mais 17 des 26 chansons qu'il a écrit pendant cette période ont été compilées et diffusées dans cette collection, dont certaines plus célèbres comme Roll on Columbia, Grand Coulee Dam et The Biggest Thing That Man Has Ever Done.

## Chansons
1. Oregon Trail
2. Roll On Columbia
3. New Found Land
4. Talking Columbia
5. Roll Columbia, Roll
6. Columbia’s Waters
7. Ramblin’ Blues
8. It Takes A Married Man To Sing A Worried Song
9. Hard Travelin’
10. The Biggest Thing That Man Has Ever Done
11. Jackhammer Blues
12. Song of the Coulee Dam
13. Grand Coulee Dam
14. Washington Talkin’ Blues
15. Ramblin’ Round
16. Pastures of Plenty
17. End of My Line